# Agrostis variablilis
Agrostis variablilis é uma espécie de gramínea do gênero Agrostis, pertencente à família Poaceae.